# Couvent de Stuben

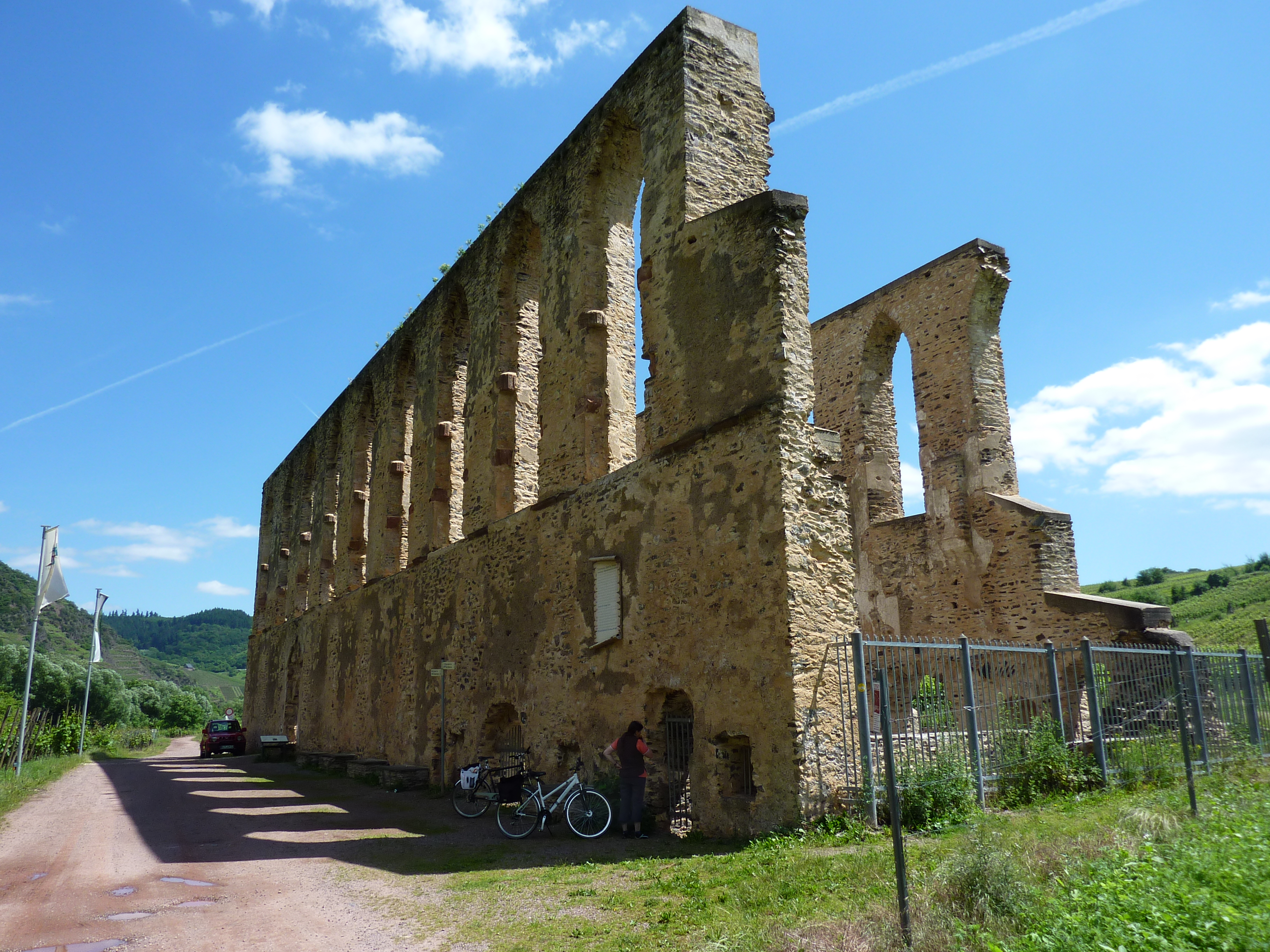
Ruines du couvent de Stuben près de Bremm au bord de la Moselle.

Le couvent de Stuben (Kloster Stuben) (1137-1802) est un ancien couvent, aujourd'hui en ruines, fondée par des chanoinesses augustines. Il se trouve en Rhénanie-Palatinat.

## Situation
Les ruines de l'ancienne église conventuelle se trouvent sur une presqu'île, près de Bremm au bord de la Moselle. Les terrains alentour, qui appartenaient jusqu'au début du XIXe siècle au couvent, sont recouverts d'un vignoble qui commercialise des vins sous la marque Abtei Kloster Stuben.

## Histoire

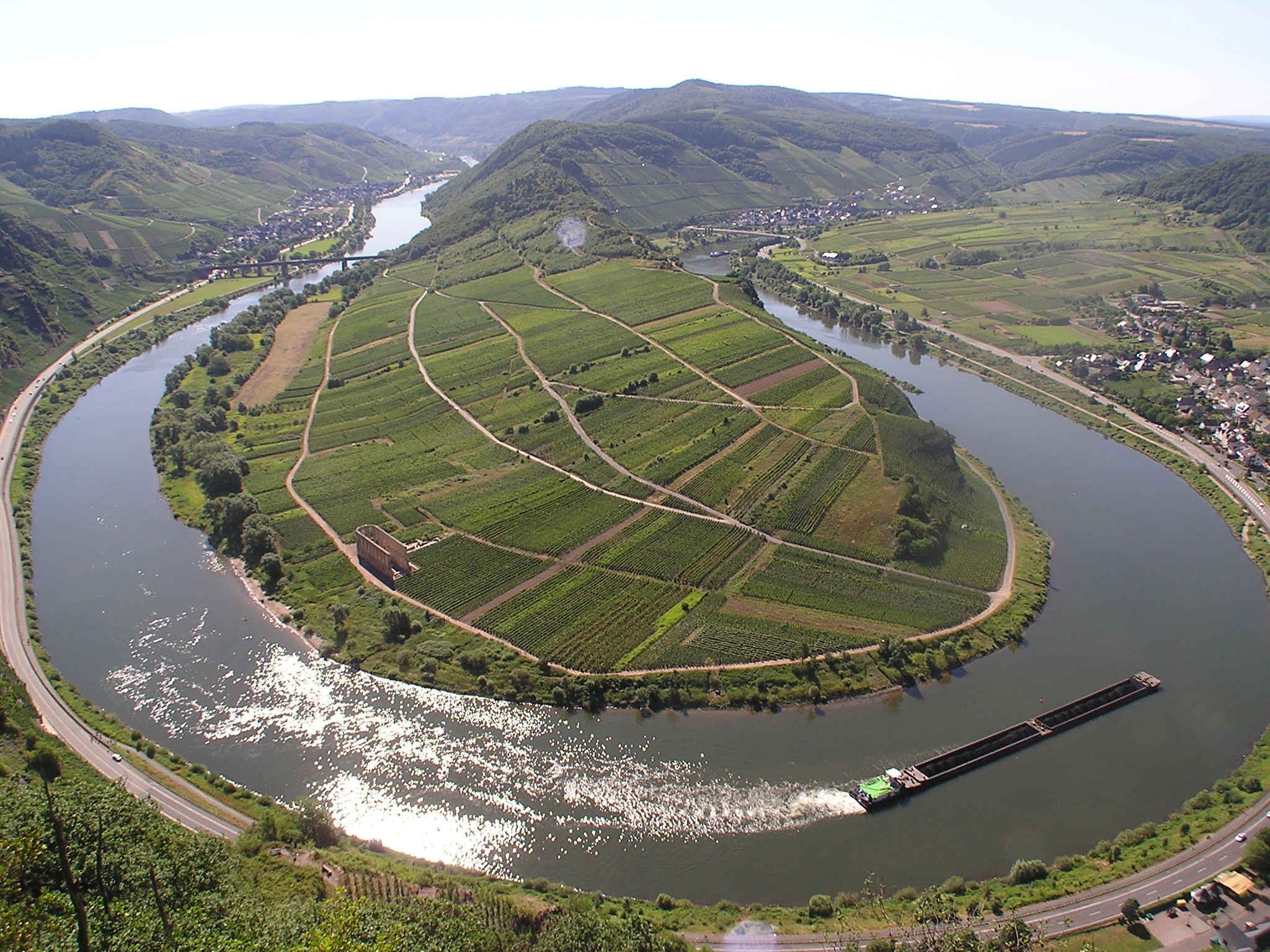
Vue aérienne.

La fondation du couvent remonte au début du XIIe siècle par des augustines de chœur en lien avec le couvent de Springiersbach. L'abbé du couvent, issu d'une noble famille locale, Richard Ier de Springiersbach, y fait bâtir, pour accomplir le vœu de sa sœur Gisèle, une maison fortifiée, une chapelle et des communs, à l'origine de l'édification du couvent près de Brem. L'église est dédiée à saint Nicolas. Stuben est connu au début comme ecclesia beati Nicolai de insula, et vers 1160 les religieuses sont appelées les sorores de Insula.
En 1137, le couvent est important avec de grandes proportions. L'archevêque de Trèves, Adalbéron de Montreuil, fait état d'une fondation d'une centaine de femmes. Le chevalier Heinrich von Ulmen met sa sœur Irmgard  à la tête du couvent en 1208. Il y place des reliques qu'il avait rapportées de la IVe croisade (1202-1204) de Constantinople, ce qui donne une certaine importance au couvent et fait venir de nombreux pèlerins. Une chapelle spéciale est d'ailleurs bâtie pour ces reliques en 1275.
Malgré les difficultés économiques de cette époque, l'église et la chapelle sont reconstruites en 1685-1687, juste avant le second sac du Palatinat par les armées françaises. Par la suite, le couvent décline et en 1788 il est transformé en couvent de dames pieuses sans plus de lien avec la règle de saint Augustin. Selon le recès d'Empire de Napoléon, le couvent est confisqué en 1802. Les bâtiments qui n'étaient plus entretenus sont démolis et servent de carrière à partir de 1820.
La staurothèque, réalisée en bois de sycomore recouvert d'une feuille d'argent doré et décorée d'émail cloisonné, de perles, d'émeraudes, de saphirs, de grenats et de pierres semi-précieuses, et exécutée entre 945 et 959 sous Constantin Porphyrogénète, est emportée avec les autres reliques par les Français en 1794 du côté de la rive droite du Rhin. Elles entrent en possession du duc de Nassau-Weilburg. Celui-ci en fait don en 1835, avec d'autres reliques originaires de l'archidiocèse de Trèves, au tout nouveau diocèse de Limbourg, où elles sont toujours exposées aujourd'hui au musée diocésain.

## Sceau

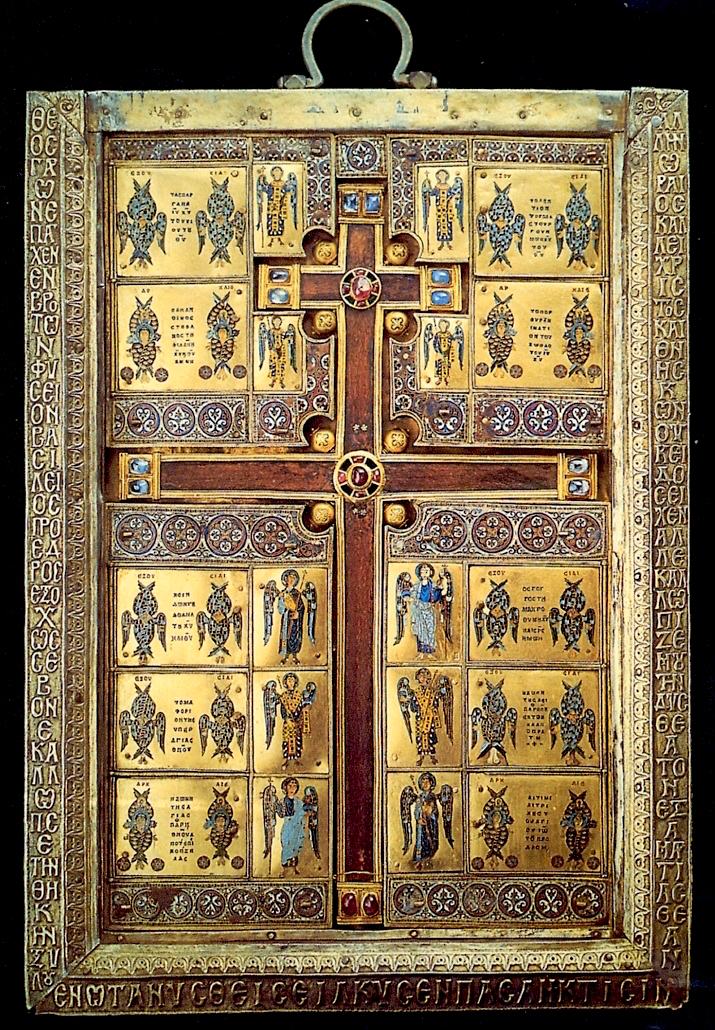
Intérieur de la Staurothèque de Limbourg avec un morceau de la Croix.

Le sceau du couvent montre la croix de Stuben, une double croix byzantine (que l'on peut voir aussi sur la staurothèque, exposée aujourd'hui à Limbourg), et saint Nicolas.

## Source de la traduction
- (de) Cet article est partiellement ou en totalité issu de l’article de Wikipédia en allemand intitulé « Kloster Stuben » (voir la liste des auteurs).